# サヨナラの意味
『サヨナラの意味』（サヨナラのいみ）は、日本の女性アイドルグループ乃木坂46の楽曲。2016年11月9日に乃木坂46の16作目のシングルとしてN46Div.から発売された。秋元康が作詞、杉山勝彦が作曲した。楽曲のセンターポジションは今作をもってグループを卒業する橋本奈々未が初めて務めた。第67回NHK紅白歌合戦歌唱曲。

## 背景とリリース
DVD付属のType-A・B・C・D、CDのみの通常盤の5形態で発売。前作「裸足でSummer」から約4か月ぶりのシングルとなる。
2016年10月20日放送の『乃木坂46のオールナイトニッポン』（ニッポン放送）で表題曲「サヨナラの意味」がラジオ初放送され、
その際、自身初となるセンターを務める橋本奈々未から、自身の誕生日である2017年2月20日をめどに、グループからの卒業と芸能界を引退することが発表された。2016年12月31日、乃木坂46が『第67回NHK紅白歌合戦』へ2年連続出場した際、本作の表題曲「サヨナラの意味」が出場曲となった。
表題曲「サヨナラの意味」は、過去に「制服のマネキン」「君の名は希望」「きっかけ」などを手掛けた杉山勝彦が作曲を担当しており、グループのイメージを想起させる切ないピアノの旋律と美しいメロディが耳に残るミディアムナンバーに仕上がっている。作曲した杉山曰く、Mr.Children好きが高じて制作された楽曲だという。杉山がシングルの表題曲を手掛けたのは、5thシングル「君の名は希望」以来11作ぶり。制服衣装は年長組がネイビー、年少組がボルドーを着ている。
また、2016年の紅白歌合戦にこの楽曲で2回目の出場を果たし、冠番組『乃木坂工事中』（テレビ東京）内で発表されたファン10万人が全156曲の中から選ぶ乃木坂46のベストソングランキングにおいて「サヨナラの意味」が1位を獲得している。
9thシングル「夏のFree&Easy」以来2度目のノンタイアップシングルとなった。

## アートワーク
| Type-A 表 | 橋本奈々未                                         |
| Type-A 裏 | 橋本奈々未                                         |
| Type-B 表 | 高山一実・齋藤飛鳥・松村沙友理・西野七瀬・秋元真夏 |
| Type-B 裏 | 斉藤優里・伊藤かりん・中田花奈・川後陽菜           |
| Type-C 表 | 堀未央奈・若月佑美・生田絵梨花・白石麻衣・衛藤美彩 |
| Type-C 裏 | 山崎怜奈・川村真洋・斎藤ちはる・和田まあや         |
| Type-D 表 | 桜井玲香・井上小百合・伊藤万理華・新内眞衣         |
| Type-D 裏 | 鈴木絢音・能條愛未・伊藤純奈・樋口日奈             |
| 通常盤 表 | 中元日芽香・北野日奈子・生駒里奈・星野みなみ       |
| 通常盤 裏 | 佐々木琴子・相楽伊織・寺田蘭世・渡辺みり愛         |

2016年10月上旬、東京都内にあるスタジオで撮影された。今作で初の表題曲センターに抜擢され、かつ、今作の活動限りで卒業を発表した橋本奈々未が持つ「大人でファッショナブルなイメージ」とリリース予定時期の冬を重ね合わせたコンセプトになっている。橋本のみのジャケット写真が使用されているType-Aは、卒業発表した橋本の旅立ちの意味を込めてトラベルバックをモチーフにしており、各メンバーがファッションモデル同様に試行錯誤を繰り返しながら撮影したアートでスタイリッシュな「大人の乃木坂46」がポイントとなっている。撮影は乃木坂46の2ndアルバム『それぞれの椅子』と同じく間仲宇が担当した。

## チャート成績
本作は2016年11月9日付のオリコンデイリーCDランキングで推定売上68万3481枚を記録し、デイリー1位を獲得した。その後、2016年11月21日付のBillboard Japan Hot 100で総合ポイント9万5882点、Billboard Japan Top Singles Salesで推定売上84万7735枚、オリコン週間CDシングルランキングで推定売上82万7717枚を記録し、週間1位を獲得した。2016年11月度のオリコン月間CDシングルランキングでは推定売上89万3730枚を記録し、月間2位を獲得した。
出荷枚数は約101万3000枚を記録し、乃木坂46として初の出荷枚数100万枚を突破した。これにより、2016年12月、日本レコード協会からミリオン認定（2016年11月度）された。

## ミュージック・ビデオ
サヨナラの意味
原案・監督：柳沢翔、脚本：湯浅弘章・山岸聖太、振付：WARNER、劇中振付：菅尾なぎさ、劇中衣装：尾内貴美香
9月下旬に静岡県と山梨県で撮影が行われたものの、台風の直撃により撮影は途中で中止となり延期された。後日快晴の日に行われた撮影では、天候が変わったことで演出上のシチュエーションを合わせるために人工雨を降らせて撮影された。メンバーは、感情の起伏で身体に棘が出てくる「棘人（しじん）」と「棘が出ない人」に分かれて役を演じており、お互いを恐れている2つの種族が毎年開催されるお祭りで協力しようとするファンタジックなストーリーになっている。棘人役の橋本奈々未と、棘が出ない人役の西野七瀬の交流を中心に話が展開されていて、言葉少なに感情表現豊かな演技が映されている。デザイン面や撮影等でもグループにとってお馴染みの制作スタッフが手を組み、監督の柳沢も自身のTwitterで「乃木坂オールスタースタッフの総力戦で挑んだ作品」と明言している。
あの教室
監督：山岸聖太、振付：イデビアンクルー
10月上旬に神奈川県三浦市の学校と東京都内のスタジオで撮影された。作品のテーマは「齋藤飛鳥と堀未央奈の2人の学校生活」で、学校に馴染めない齋藤とクラスに溶け込みすぎている堀の対照的な2人が、お互い惹かれあっていくものの近づくこともない、淡い高校時代の心象風景を描いたストーリーになっている。また「女の子の心情はコロコロ変わる」ことを表現するために、30種類もの靴下をシーンごとに変化させている。
ブランコ
監督：伊藤衆人
10月上旬に神奈川県横須賀市で撮影された。アンダーメンバーが全員で、何かを探しに冒険に出ているストーリーになっている。極力カット数を減らした編集によって、普遍的な映像になっている。撮影当日、気温が30度近くまで上がっている中、オーバーオールにポンチョという暖かい衣装を着用しての撮影となった。
2度目のキスから
監督：中村太洸
「真夏さんリスペクト軍団の1日」がテーマになっており、寝起きから夜までの1日が描かれている。秋元=生クリーム担当、相楽=飴担当、鈴木=プリン担当、渡辺=氷担当というメンバー4人のキャラクター設定に基づいたシーンや、巨大扇風機を用いた演出もあり、コミカルな要素を含む作品になっている。
君に贈る花がない
監督：東市篤憲
10月上旬に神奈川県のスタジオで撮影された。5つ星の意味を持つサンクエトワールというユニット名をヒントに「とにかく光り輝く」ことがテーマになっている。「光の具合を変えながら歌う、踊る」ということで、全編を通じて30回ほどフルダンスで撮影されており、パフォーマンスがメインの作品になっている（フルダンスの振り入れは当日行われた）。また、この作品のために準備されたプロジェクトマッピングも使用されている。
ないものねだり
監督：山岸聖太
神奈川県横浜市中区のよこはまコスモワールドや東京近郊を中心に、極秘で撮影された。橋本のプライベートが垣間見える映像と共に、今まで乃木坂46として活動してきた5年半の思い出が甦える作品になっている。なお、2017年2月16日に配信されたSHOWROOMの特別番組「乃木坂46・橋本奈々未MV初公開&写真集発売直前スペシャル」内にて初公開されたため今作には収録されず、翌年5月24日に発売された3rdアルバム『生まれてから初めて見た夢』のType-Aの映像特典に収録された。

## シングル収録トラック

### Type-A
| #         | タイトル                          | 作詞      | 作曲         | 編曲         | 時間  |
| --------- | --------------------------------- | --------- | ------------ | ------------ | ----- |
| 1.        | 「サヨナラの意味」                | 秋元康    | 杉山勝彦     | 若田部誠     | 4:59  |
| 2.        | 「孤独な青空」                    | 秋元康    | aokado       | aokado       | 3:41  |
| 3.        | 「あの教室」                      | 秋元康    | カワノミチオ | カワノミチオ | 3:26  |
| 4.        | 「サヨナラの意味 off vocal ver.」 |           | 杉山勝彦     | 若田部誠     | 4:59  |
| 5.        | 「孤独な青空 off vocal ver.」     |           | aokado       | aokado       | 3:41  |
| 6.        | 「あの教室 off vocal ver.」       |           | カワノミチオ | カワノミチオ | 3:24  |
| 合計時間: | 合計時間:                         | 合計時間: | 合計時間:    | 合計時間:    | 24:10 |

| #         | タイトル                               | 作詞      | 作曲・編曲 | 監督     | 時間  |
| --------- | -------------------------------------- | --------- | ---------- | -------- | ----- |
| 1.        | 「サヨナラの意味 Music Video」         |           |            | 柳沢翔   | 8:30  |
| 2.        | 「あの教室 Music Video」               |           |            | 山岸聖太 | 6:29  |
| 3.        | 「ドキュメンタリー〜サヨナラの意味〜」 |           |            | 熊坂出   | 34:02 |
| 合計時間: | 合計時間:                              | 合計時間: | 49:01      |          |       |

### Type-B
| #         | タイトル                          | 作詞      | 作曲        | 編曲        | 時間  |
| --------- | --------------------------------- | --------- | ----------- | ----------- | ----- |
| 1.        | 「サヨナラの意味」                | 秋元康    | 杉山勝彦    | 若田部誠    | 4:59  |
| 2.        | 「孤独な青空」                    | 秋元康    | aokado      | aokado      | 3:41  |
| 3.        | 「ブランコ」                      | 秋元康    | Hiro Hoashi | Hiro Hoashi | 4:35  |
| 4.        | 「サヨナラの意味 off vocal ver.」 |           | 杉山勝彦    | 若田部誠    | 4:59  |
| 5.        | 「孤独な青空 off vocal ver.」     |           | aokado      | aokado      | 3:41  |
| 6.        | 「ブランコ off vocal ver.」       |           | Hiro Hoashi | Hiro Hoashi | 4:34  |
| 合計時間: | 合計時間:                         | 合計時間: | 合計時間:   | 合計時間:   | 26:29 |

| #         | タイトル                                         | 作詞      | 作曲・編曲 | 監督     | 時間  |
| --------- | ------------------------------------------------ | --------- | ---------- | -------- | ----- |
| 1.        | 「サヨナラの意味 Music Video」                   |           |            | 柳沢翔   | 8:30  |
| 2.        | 「ブランコ Music Video」                         |           |            | 伊藤衆人 | 5:24  |
| 3.        | 「アンダードキュメンタリー〜つま先の向こうに〜」 |           |            | 中里耕介 | 28:38 |
| 合計時間: | 合計時間:                                        | 合計時間: | 42:32      |          |       |

### Type-C
| #         | タイトル                           | 作詞      | 作曲                 | 編曲                 | 時間  |
| --------- | ---------------------------------- | --------- | -------------------- | -------------------- | ----- |
| 1.        | 「サヨナラの意味」                 | 秋元康    | 杉山勝彦             | 若田部誠             | 4:59  |
| 2.        | 「孤独な青空」                     | 秋元康    | aokado               | aokado               | 3:41  |
| 3.        | 「2度目のキスから」                | 秋元康    | Akira Sunset、APAZZI | Akira Sunset、APAZZI | 3:59  |
| 4.        | 「サヨナラの意味 off vocal ver.」  |           | 杉山勝彦             | 若田部誠             | 4:59  |
| 5.        | 「孤独な青空 off vocal ver.」      |           | aokado               | aokado               | 3:41  |
| 6.        | 「2度目のキスから off vocal ver.」 |           | Akira Sunset、APAZZI | Akira Sunset、APAZZI | 3:58  |
| 合計時間: | 合計時間:                          | 合計時間: | 合計時間:            | 合計時間:            | 25:17 |

| #         | タイトル                                  | 作詞      | 作曲・編曲 | 監督     | 時間  |
| --------- | ----------------------------------------- | --------- | ---------- | -------- | ----- |
| 1.        | 「サヨナラの意味 Music Video」            |           |            | 柳沢翔   | 8:30  |
| 2.        | 「2度目のキスから Music Video」           |           |            | 中村太洸 | 4:32  |
| 3.        | 「2016年 乃木坂46〜いつもと違う夏〜前編」 |           |            |          | 26:38 |
| 合計時間: | 合計時間:                                 | 合計時間: | 39:40      |          |       |

### Type-D
| #         | タイトル                            | 作詞      | 作曲      | 編曲      | 時間  |
| --------- | ----------------------------------- | --------- | --------- | --------- | ----- |
| 1.        | 「サヨナラの意味」                  | 秋元康    | 杉山勝彦  | 若田部誠  | 4:59  |
| 2.        | 「孤独な青空」                      | 秋元康    | aokado    | aokado    | 3:41  |
| 3.        | 「君に贈る花がない」                | 秋元康    | Rizz      | 山田竜平  | 4:34  |
| 4.        | 「サヨナラの意味 off vocal ver.」   |           | 杉山勝彦  | 若田部誠  | 4:59  |
| 5.        | 「孤独な青空 off vocal ver.」       |           | aokado    | aokado    | 3:41  |
| 6.        | 「君に贈る花がない off vocal ver.」 |           | Rizz      | 山田竜平  | 4:33  |
| 合計時間: | 合計時間:                           | 合計時間: | 合計時間: | 合計時間: | 26:27 |

| #         | タイトル                                  | 作詞      | 作曲・編曲 | 監督     | 時間  |
| --------- | ----------------------------------------- | --------- | ---------- | -------- | ----- |
| 1.        | 「サヨナラの意味 Music Video」            |           |            | 柳沢翔   | 8:30  |
| 2.        | 「君に贈る花がない Music Video」          |           |            | 東市篤憲 | 4:48  |
| 3.        | 「2016年 乃木坂46〜いつもと違う夏〜後編」 |           |            |          | 23:51 |
| 合計時間: | 合計時間:                                 | 合計時間: | 37:09      |          |       |

### 通常盤
| #         | タイトル                          | 作詞      | 作曲       | 編曲                 | 時間  |
| --------- | --------------------------------- | --------- | ---------- | -------------------- | ----- |
| 1.        | 「サヨナラの意味」                | 秋元康    | 杉山勝彦   | 若田部誠             | 4:59  |
| 2.        | 「孤独な青空」                    | 秋元康    | aokado     | aokado               | 3:41  |
| 3.        | 「ないものねだり」                | 秋元康    | 丸谷マナブ | 丸谷マナブ、福田貴史 | 3:52  |
| 4.        | 「サヨナラの意味 off vocal ver.」 |           | 杉山勝彦   | 若田部誠             | 4:59  |
| 5.        | 「孤独な青空 off vocal ver.」     |           | aokado     | aokado               | 3:41  |
| 6.        | 「ないものねだり off vocal ver.」 |           | 丸谷マナブ | 丸谷マナブ、福田貴史 | 3:50  |
| 合計時間: | 合計時間:                         | 合計時間: | 合計時間:  | 合計時間:            | 25:02 |

### Special Edition
| #         | タイトル             | 作詞      | 作曲                 | 編曲                 | 時間  |
| --------- | -------------------- | --------- | -------------------- | -------------------- | ----- |
| 1.        | 「サヨナラの意味」   | 秋元康    | 杉山勝彦             | 若田部誠             | 4:59  |
| 2.        | 「孤独な青空」       | 秋元康    | aokado               | aokado               | 3:41  |
| 3.        | 「あの教室」         | 秋元康    | カワノミチオ         | カワノミチオ         | 3:26  |
| 4.        | 「ブランコ」         | 秋元康    | Hiro Hoashi          | Hiro Hoashi          | 4:35  |
| 5.        | 「2度目のキスから」  | 秋元康    | Akira Sunset、APAZZI | Akira Sunset、APAZZI | 3:59  |
| 6.        | 「君に贈る花がない」 | 秋元康    | Rizz                 | 山田竜平             | 4:34  |
| 7.        | 「ないものねだり」   | 秋元康    | 丸谷マナブ           | 丸谷マナブ、福田貴史 | 3:52  |
| 合計時間: | 合計時間:            | 合計時間: | 合計時間:            | 合計時間:            | 29:06 |

## 歌唱メンバー

### サヨナラの意味
（センター：橋本奈々未）
- 3列目：中元日芽香、井上小百合、新内眞衣、桜井玲香、生駒里奈、星野みなみ、北野日奈子、伊藤万理華[13]
- 2列目：若月佑美、松村沙友理、堀未央奈、齋藤飛鳥、衛藤美彩、秋元真夏[13]
- 1列目：高山一実、西野七瀬、橋本奈々未、白石麻衣、生田絵梨花[13]

今作は前作の「裸足でSummer」から3人多い19人選抜である。福神は1列目と2列目を合わせた11名が「十一福神」となる。桜井玲香は14th「ハルジオンが咲く頃」以来の福神落ち、若月佑美は12th「太陽ノック」、堀未央奈は8th「気づいたら片想い」以来の福神復帰、伊藤万理華・井上小百合は14th「ハルジオンが咲く頃」、新内眞衣は12th「太陽ノック」以来の選抜復帰である。橋本奈々未が初のセンター、高山一実が初のフロントメンバーとなった。

### 孤独な青空
（センター：橋本奈々未）
- 秋元真夏、生田絵梨花、生駒里奈、伊藤万理華、井上小百合、衛藤美彩、北野日奈子、齋藤飛鳥、桜井玲香、白石麻衣、新内眞衣、高山一実、中元日芽香、西野七瀬、橋本奈々未、星野みなみ、堀未央奈、松村沙友理、若月佑美[16]

歌唱メンバーは、表題曲の選抜メンバーと同じ。

### あの教室
- 齋藤飛鳥、堀未央奈[16]

### ブランコ
（センター：寺田蘭世）
- 伊藤かりん、伊藤純奈、川後陽菜、川村真洋、斉藤優里、斎藤ちはる、相楽伊織、佐々木琴子、鈴木絢音、寺田蘭世、樋口日奈、中田花奈、能條愛未、山崎怜奈、渡辺みり愛、和田まあや

アンダーメンバーによる楽曲。

### 2度目のキスから
（センター：秋元真夏、ユニット：真夏さんリスペクト軍団）
- 秋元真夏、相楽伊織、鈴木絢音、渡辺みり愛[16]

### 君に贈る花がない
（ユニット:サンクエトワール）
- 北野日奈子、寺田蘭世、中田花奈、中元日芽香、堀未央奈[16]

### ないものねだり
- 橋本奈々未[16]